# Majdan (powiat wołomiński)
Majdan – wieś w Polsce położona w województwie mazowieckim, w powiecie wołomińskim, w gminie Wołomin. Ma status sołectwa.
W latach 1975–1998 miejscowość należała administracyjnie do województwa warszawskiego.
Wieś jest siedzibą rzymskokatolickiej parafii Matki Bożej Królowej Różańca Świętego w Majdanie.

## Parafia
Inicjatorem utworzenia parafii w Majdanie, a także fundatorem kościoła, był ks. prałat Jan Sikora ówczesny proboszcz parafii Matki Boskiej Częstochowskiej w Wołominie i dziekan wołomiński. Jego staraniem zakupiono plac pod budowę kościoła, na którym w 1993 roku rozpoczęły się prace przygotowawcze do budowy świątyni według projektu architekta Andrzeja Buchnera. 3 października biskup Kazimierz Romaniuk dokonał uroczystego wmurowania Kamienia Węgielnego w mury powstającej świątyni. Ks. Władysław Trojanowski, wikariusz parafii MB Częstochowskiej w Wołominie, został oddelegowany do administrowania budową kościoła i tworzenia ośrodka duszpasterskiego.
W Uroczystość Zwiastowania Pańskiego, 25 marca 1996 roku bp Kazimierz Romaniuk, Ordynariusz Diecezji Warszawsko-Praskiej wydał dekret erygujący Parafię NMP Królowej Różańca Świętego w Majdanie, mianując ks. Władysława Trojanowskiego jej pierwszym proboszczem. Należą do niej wioski: Majdan, Leśniakowizna, Mostówka i Cięciwa. Obecnie w parafii zamieszkuje ok. 1300 osób.